# Zaoqiang
Zaoqiang (en chino, 枣强; pinyin, Zǎoqiáng (escuchar)ⓘ) es un condado  bajo la administración directa de la Prefectura Hengshui en la Provincia de Hebei, República Popular China.  Su área es de 904 km² y su población total para 2010 superó los 390 mil habitantes. 

## Administración
Desde julio de 2020, el  Condado Zaoqiang se divide en 11 pueblos que se administran en 9 poblados y 2 villas.

## Toponimia
En la antigüedad, Zaoqiang era un rico productor de dátiles rojos (frutos del azufaifo) ya en el Período de los Reinos Combatientes, este lugar era famoso por su aceite de dátiles al vapor, por lo que recibió el nombre de Zaoqiang [/Záo-Chiáng/] .
Según los "Registros de los condados de Yuanhe", durante la dinastía Han, la zona era rica en  árboles de azufaifo, por lo que se la llamó Zaoqiang «la tierra (Qiang) de los azufaifos (Zao)». En los registros oficiales se escribía  originalmente “栆疆”, durante la dinastía Ming se simplificó a “强” con la misma pronunciación.